# لیک (میسیسیپی)
لیک (به انگلیسی: Lake) شهرکی در ایالت میسیسیپی کشور ایالات متحده آمریکا است که جمعیت آن در سرشماری سال ۲۰۱۰ میلادی، ۳۲۴
نفر بوده‌است.